# Alberto Henríquez
Siliazar Alberto Henríquez Prado (San Luis La Herradura, La Paz, El Salvador; 1 de febrero de 1999) es un futbolista salvadoreño. Juega de Lateral izquierdo y su equipo actual es el FAS de la Primera División de El Salvador.

## Trayectoria
En el 2016 Siliazar pasó a formar parte del Turín FESA de la Tercera División de El Salvador. Luego de tres años en el Turín FESA, en 2019 fue fichado por el Club Deportivo FAS de la Primera División de El Salvador.

## Clubes
Actualizado al último partido jugado el 16 de febrero de 2025.
| Club Deportivo FAS · El Salvador              | 1.ª                 | 2019                | 12  | 0 | - | - | - | - | 12  | 0 |
| Club Deportivo FAS · El Salvador              | 1.ª                 | 2019-20             | 31  | 0 | - | - | - | - | 31  | 0 |
| Club Deportivo FAS · El Salvador              | 1.ª                 | 2020-21             | 10  | 0 | - | - | 1 | 0 | 11  | 0 |
| Club Deportivo FAS · El Salvador              | 1.ª                 | 2021-22             | 14  | 0 | - | - | 2 | 0 | 16  | 0 |
| Club Deportivo FAS · El Salvador              | 1.ª                 | 2022-23             | 11  | 1 | - | - | - | - | 11  | 1 |
| Club Deportivo FAS · El Salvador              | Total               | Total               | 78  | 1 | 0 | 0 | 3 | 0 | 81  | 1 |
| Club Deportivo Luis Ángel Firpo · El Salvador | 1.ª                 | 2023-24             | 21  | 0 | - | - | - | - | 21  | 0 |
| Club Deportivo Luis Ángel Firpo · El Salvador | 1.ª                 | 2024-25             | 17  | 3 | - | - | 1 | 0 | 18  | 3 |
| Club Deportivo Luis Ángel Firpo · El Salvador | 1.ª                 | 2025-26             |     |   |   |   |   |   |     |   |
| Club Deportivo Luis Ángel Firpo · El Salvador | Total               | Total               | 38  | 3 | 0 | 0 | 1 | 0 | 39  | 3 |
| Total en su carrera                           | Total en su carrera | Total en su carrera | 116 | 4 | 0 | 0 | 4 | 0 | 120 | 4 |
| (2) No incluye goles en partidos amistosos.   |                     |                     |     |   |   |   |   |   |     |   |

Segunda División de El Salvador
| Club                   | País        | Año         |
| ---------------------- | ----------- | ----------- |
| Turín FESA Fútbol Club | El Salvador | 2016 - 2019 |

### Selección nacional
| Selección           | Año                 | Partidos | Goles |
| ------------------- | ------------------- | -------- | ----- |
| El Salvador Sub-20  |                     |          |       |
| 2018                | 6                   | 2        |       |
| Total en su carrera | Total en su carrera | 6        | 2     |

## Palmarés
| Título           | Club | País        | Año  |
| ---------------- | ---- | ----------- | ---- |
| Primera División | FAS  | El Salvador | 2021 |
| Primera División | FAS  | El Salvador | 2022 |